# نیکولای یومنوف
نیکولای یِوْمِنوف (انگلیسی: Nikolai Yevmenov؛ زادهٔ ۲ آوریل ۱۹۶۲) نظامی اهل روسیه است، که هم‌اکنون به‌عنوان فرمانده نیروی دریایی روسیه فعالیت می‌کند. او پیش‌تر فرماندهی ناوگان شمالی روسیه را برعهده داشت. وی برندهٔ جوایزی همچون نشان الکساندر نوسکی و نشان افتخار(روسیه) شده‌است.

## یادداشت
1. ↑  در نیروی دریایی روسیه، «آدمیرال» (Адмирал) هم‌ارزِ دریاسالار (امیر سه‌ستاره) و «آدمیرال فلوتا» (Адмирал флота) هم‌ارزِ دریابُد (امیر چهارستاره) می‌باشد.